# Стребков, Дмитрий Иванович
Дми́трий Ива́нович Стребко́в (7 ноября 1925, Ветёлки, Сибирский край — 13 июня 1997, Бердск) — снайпер Великой Отечественной войны, полный кавалер ордена Славы.

## Биография
Родился 7 ноября 1925 года в селе Ветёлки Алейского района (ныне — Алтайского края) в крестьянской семье. Окончил 5 классов сельской школы.
Работал с 10 лет. После гибели отца неоднократно получал отказ в призыве в армию; окончив курсы, работал трактористом в колхозе «Заря коммунизма». В январе 1943 года добился призыва в Красную Армию.
В боях Великой Отечественной войны с марта 1943 года — на Воронежском, 2-м и 3-м Украинских фронтах в составе 44-го гвардейского стрелкового полка 15-й гвардейской стрелковой дивизии. Стал снайпером (наставник — снайпер Пётр Гончаров). Участвовал в освобождении Харькова, Днепропетровской области, Николаева, Одессы.
23 ноября 1943 года в бою у села Новоивановка (Криворожский район Днепропетровской области, Украина) из снайперской винтовки уничтожил 6 гитлеровцев, в оборонительных боях 24-29 декабря 1943 — более 11 солдат и офицеров; всего за месяц оборонительных боёв — 37 гитлеровцев. 3 января 1944 года был награждён орденом Славы 3-й степени.
30 января 1944 года в бою за село Водяное (Софиевский район Днепропетровской области) вывел из строя несколько гитлеровцев, двоих взял в плен. 29 февраля 1944 года был награждён орденом Славы 2-й степени.
20 февраля 1944 года в наступательном бою у Кривого Рога огнём из личного оружия уничтожил расчёт вражеского орудия, снайперским огнём — 3 офицеров и 7 солдат. 13 сентября 1944 года был награждён орденом Славы 1-й степени; стал полным кавалером ордена Славы.
В последующих боях был тяжело ранен, потерял глаз. Его личный снайперский счёт составил 230 вражеских солдат и офицеров.
В декабре 1945 года демобилизован. В 1946 году вернулся в родное село, в 1948 году переехал с женой в село Талина Шипуновского района Алтайского края, где работал продавцом, заведовал сельским магазином. До 1967 не знал о своём награждении орденом Славы  пока его не разыскали сотрудники Шипуновского райвоенкомата. В 1972 году переехал к сыну в город Бердск Новосибирской области.  9 мая 1980г на торжественном открытии  Мемориала Славы города Бердска зажёг Вечный огонь.
Умер 13 июня 1997 года в Бердске, похоронен на городском кладбище.

### Семья
Отец — Иван Егорович Стребков, тракторист, погиб на фронте в первые месяцы войны; мать — Татьяна Митрофановна Стребкова (в девичестве Важова), пасечник.
Жена (с 1946) — Степанида Семёновна Стребкова (в девичестве Ячменёва; 23.11.1924 — 12.6.2007); дети:
- Владимир (р. 14.7.1950),
- Виктор (р. 10.3.1952),
- Вера (1.1.1954).

## Награды
- орден Отечественной войны 1-й степени (11.3.1985)
- орден Славы 3-х степеней (3.1.1944, 29.2.1944, 13.9.1944; получил все сразу только в 1967 году)
- медали:
  - медаль «За освоение целинных земель»[1].

## Память
Имя Д. И. Стребкова увековечено на Мемориале Славы в Барнауле и на Аллее Героев у Монумента Славы в Новосибирске. В Бердске в рамках проекта «Город героев», осуществлённого его внуком, на федеральной трассе М52 был установлен рекламный щит с фотографией Дмитрия Ивановича и описанием его подвига.